# Schimmerndes Laichkraut
Das Schimmernde Laichkraut (Potamogeton ×nitens), auch Glanz-Laichkraut genannt, ist eine Naturhybride aus der Pflanzengattung Laichkräuter (Potamogeton) innerhalb der Familie der Laichkrautgewächse (Potamogetonaceae). Es ist eine Hybride von Potamogeton gramineus und Potamogeton perfoliatus.

## Beschreibung
Das Schimmernde Laichkraut ist eine krautige Pflanze. Die Unterwasserblätter sind bis 13 mm breit, länglich-lanzettlich bis lanzettlich, mit abgerundetem, nicht verschmälertem, halbstängelumfassenden Grund, vorn sind sie oft scharf zugespitzt, und sie haben kleine, sehr früh abfallende Zähnchen; getrocknet glänzen sie stark. Schwimmblätter werden selten entwickelt, ihre Blattspreite ist klein, etwas ledrig, eilänglich und kurz und breit gestielt. Die Ochrea ist bis 1,5 cm lang, dreieckig und haltbar.
Der Ährenstiel ist bis 30 cm lang und von der Mitte an aufwärts leicht verdickt.
Die Blütezeit ist von Juni bis August.
Die Teilfrüchte sind außen scharf gekielt; sie werden aber selten entwickelt.
Die Chromosomenzahl der Art ist 2n = 52.

## Vorkommen
Das Schimmernde Laichkraut kommt von den gemäßigten Zonen der Nordhalbkugel bis zu den Philippinen vor.

## Ökologie
Das Schimmernde Laichkraut ist eine Wasserpflanze. Es wächst in stehenden oder fließenden, basenreichen, oligo- bis mesotrophen Gewässern. Im Flachwasserbereich von Seen, in Teichen, in Altwässern und in Flussbuchten wurzelt es überwiegend auf sandigem Grund in einer Wassertiefe von 0,3 bis 1,5, selten bis zu 2,1 Metern. Es ist die Charakterart des Potamogetonetum nitentis, kommt aber auch in der Gesellschaft des Potamogetonetum panormitano-graminei vor.